# 16S 리보솜 RNA
16S 리보솜 RNA(16S ribosomal RNA, 16S rRNA)는 원핵생물 리보솜의 30S 소단위체를 구성하고 있는 rRNA로, 1,500 뉴클레오타이드 정도의 길이를 갖는다.

## 기능
16S 리보솜 RNA는 다음과 같은 기능을 수행한다.
- 30S 소단위체가 샤인-달가노 서열을 인식하고 결합할 수 있도록 한다.
- 번역개시인자3(IF3) 및 tRNA의 3' CCA 말단과 결합한다.
- 두 리보솜 소단위체가 결합할 때 50S 소단위체의 23S 리보솜 RNA와 상호작용한다.

## 16S rRNA의 생산
16S 리보솜 RNA는 원핵생물의 유전체 DNA에서 전사되어 만들어진다

## 응용
16S 리보솜 RNA의 서열을 비교하여 원핵생물을 동정할 수 있다. 이 RNA의 서열은 대부분 상당히 보존되어 있는 한편 일부 구간에서는 높은 염기서열 다양성이 나타난다. 특히 동종간에는 다양성이 거의 없는 반면에 타종간에는 다양성이 나타나므로 생물동정에 사용된다. 특히 배양이 불가능하거나 어려운 생물, 또는 보고된 적이 없는 생물의 동정 및 분류에 유용하게 사용된다.